# Ulica Armii Krajowej w Chorzowie
Ulica Armii Krajowej w Chorzowie – jedna z dwóch najważniejszych (obok ul. Stefana Batorego) ulic w dzielnicy Chorzów-Batory. Biegnie od granicy ze Świętochłowicami aż do granicy z Katowicami. Jej obecna nazwa nawiązuje do organizacji zbrojnej polskiego podziemia – Armii Krajowej. Przez całą długość ulicy biegną tory tramwajowe oraz zjazd do zajezdni tramwajowej w Chorzowie Batorym.
Przy ulicy znajduje się stacja kolejowa Chorzów Batory.
Większość zabudowy ul. Armii Krajowej pochodzi z przełomu XIX i XX wieku.